# Pressestelle
Pressestelle ist eine Stelle bei Behörden, Verbänden und Unternehmen, die durch regelmäßige Veröffentlichungen Neuigkeiten und Meinungen aus dem Unternehmen oder den anderen Organisationen sowie zu aktuellen Ereignissen mitteilt. Außerdem beobachtet die Pressestelle die Massenmedien und sammelt daraus Nachrichten und Kommentare, die das Unternehmen/die Behörde betreffen oder interessieren. Sie nimmt auch häufig die Aufgabe der Public Relations wahr.
Pressestellen geben auch eine regelmäßige Presseschau mit den wichtigsten Meldungen und Kommentaren des Tages heraus, die der Unterrichtung der Verantwortlichen in Unternehmen, Verband oder Behörde dient. Behördliche Pressestellen heißen häufig Presseamt oder dgl.
Vergleiche hierzu auch Presse- und Informationsamt der Bundesregierung.